# کانن ئی‌اواس دی۲۰۰۰
کانن ئی‌اواس دی۲۰۰۰ (به انگلیسی: Canon EOS D2000) یک دوربین عکاسی تک‌لنزی بازتابی ساخت شرکت کانن است.